# 脇岬村
脇岬村（わきみさきむら）は、長崎県南部の長崎半島にあった村。西彼杵郡に属した。1955年（昭和30年）に隣接する高浜村の一部、野母村及び島嶼部の樺島村と合併し、野母崎町となった。
現在の長崎市野母崎地区の南部、脇岬町にあたる。

## 地理
野母半島（長崎半島）の南部に位置し、南岸を天草灘に接する。
- 山：遠見山、堂山、城山
- 河川：新川、猪焼川、球磨川
- 港湾：脇岬港
- 海域：樺島水道

## 沿革
「脇岬」の由来について、脇津と岬の2つの地名を合わせたものとする説がある。中世には「肥御崎（ひのみさき）」、近世は「脇御岬」または「御岬」とも表記された。
当村は江戸時代末期まで高来郡に属していたが、幕末から明治初期にかけて周辺各村との統合や分割が行われる過程で彼杵郡に属する事となった。
- 1889年（明治22年）4月1日 - 町村制施行により、脇御岬村が改称し西彼杵郡脇岬村が単独村制にて発足。
- 1955年（昭和30年）2月11日 - 野母村、樺島村及び高浜村の一部（本村名・黒浜名・以下宿名・南越名）[3]と合併し町制施行。野母崎町が発足し、脇岬村は自治体として消滅。

## 地名
脇岬村では他の西彼杵郡各自治体で見られる郷や名の行政区（地名）を設置していない。また、1889年の町村制施行時に合併を行っていないため、大字も存在しない。このため「脇岬村○○番地」のように村名の次に地番を表示する住所表記となる。

## 名所・旧跡
- 脇岬遺跡